# Diplocentrus coddingtoni
Espèce
Diplocentrus coddingtoni est une espèce de scorpions de la famille des Diplocentridae.

## Distribution
Cette espèce est endémique du département d'Atlántida au Honduras. Elle se rencontre vers La Ceiba.

## Description
Diplocentrus coddingtoni mesure de 35 à 45 mm.

## Étymologie
Cette espèce est nommée en l'honneur de Jonathan A. Coddington.

## Publication originale
- Stockwell, 1988 : Six new species of Diplocentrus Peters from Central America (Scorpiones, Diplocentridae). Journal of Arachnology, vol. 16, no 2, p. 153-175 (texte intégral).